# Condado de Hualien
Condado de Hualien (chinês: 花蓮縣, pinyin: Huālián Xiàn) tem a maior área entre todos os condados de Taiwan e está localizado na montanhosa costa leste do país. A região tem vários pontos turísticos, como o Parque Nacional de Taroko e Parque Nacional Yushan.
A cidade de Hualien é a sede do condado. Sua população total é de 333 392 habitantes.